# Paul Lendvai-díj
A Paul Lendvai-díj a névadó Paul Lendvai által 2012-ben alapított elismerés azon magyar újságírók számára, akik magyar nyelven, a magyar nyomtatott és internetes sajtóban megjelent kiemelkedő politikai-közéleti-társadalmi témájú cikkeikkel azt kiérdemlik.
A nettó ezer eurós díjban évente egy újságíró részesülhet. A díj odaítélése pályázat alapján történik, melyet az Élet és Irodalom Alapítvány ír ki évente. Egy-egy szerző legfeljebb két cikkel nevezhet.
A Lendvai-díj kuratóriumának tagjai:
- Kovács Zoltán, az Élet és Irodalom főszerkesztője - a kuratórium elnöke;
- Bojtár B. Endre, a Magyar Narancs főszerkesztője;
- Lipovecz Iván, a HVG volt főszerkesztője.[3]

## Díjazottak
| Év   | Díjazott            | Megj. |
| ---- | ------------------- | ----- |
| 2012 | Doros Judit         | [ 4 ] |
| 2013 | Matkovich Ilona     | [ 1 ] |
| 2014 | Albert Ákos         | [ 1 ] |
| 2015 | Rádi Antónia        | [ 1 ] |
| 2016 | Tódor János         | [ 1 ] |
| 2017 | Urfi Péter          | [ 1 ] |
| 2018 | Balavány György     | [ 1 ] |
| 2019 | Rab László          | [ 5 ] |
| 2020 | Nagy Gergely Miklós | [ 6 ] |
| 2021 | Bod Tamás           | [ 7 ] |
| 2022 | Makai József        | [ 8 ] |